# Simulium argus
Simulium argus är en tvåvingeart som beskrevs av Samuel Wendell Williston 1893. Simulium argus ingår i släktet Simulium och familjen knott. Inga underarter finns listade i Catalogue of Life.